# (7685) 1997 EP17
1997 إي بي 17 (ويعرف أيضًا باسم (7685) 1997 إي بي 17 وفق تسمية الكوكب الصغير) (بالإنجليزية: 1997 EP17)‏ هو كويكب ضمن حزام الكويكبات؛ وترتيبه 7685 من حيث الاكتشاف.
اكتُشف هذا الجُرم الفلكي بواسطة هيروشي كانيدا في 1 مارس 1997.

## وصلات خارجية
- (7685) 1997 EP17 في قاعدة بيانات مختبر الدفع النفاث لأجرام النظام الشمسي الصغيرة

- الاكتشاف · مخطط المدار ·  العناصر المدارية · المعلمات المادية

- (7685) 1997 EP17 على موقع ويكي سكاي: DSS2, SDSS, GALEX, IRAS, Hydrogen α, X-Ray, Astrophoto, Sky Map, Articles and images